# Charles Kaufman (Drehbuchautor)
Charles Kaufman (geboren am 20. Oktober 1904 in Paterson, New Jersey; gestorben am 2. Mai 1991 in Los Angeles, Kalifornien) war ein US-amerikanischer Drehbuchautor.

## Leben
Kaufman trat seit 1937 als Drehbuchautor in Erscheinung.
Für sein Drehbuch zu Esther Costello wurde Kaufman 1958 für den British Academy Film Award in der Kategorie Bestes Drehbuch nominiert.
1963 war er gemeinsam mit Wolfgang Reinhardt für ihre Arbeit an dem Film Freud in der Kategorie Bestes Originaldrehbuch für den Oscar nominiert. Nach dieser Produktion trat Kaufman nicht mehr als Drehbuchautor in Erscheinung.
Er starb an den Folgen einer Lungenentzündung.

## Filmografie (Auswahl)
- 1945/1946: Es werde Licht (Let there be Light)
- 1953: Rückkehr ins Paradies (Return to Paradise)
- 1955: Der Favorit (The Racer)
- 1957: Esther Costello (The Story of Esther Costello)
- 1958: Südseezauber (South Seas Adventure)
- 1960: Die Brücke zur Sonne (Bridge to the Sun)
- 1962: Freud

## Einzelnachweis
1. ↑  latimes.com, abgerufen am 15. Januar 2015

| Personendaten    | Personendaten                                |
| ---------------- | -------------------------------------------- |
| NAME             | Kaufman, Charles                             |
| ALTERNATIVNAMEN  | Kaufman, Charles A.                          |
| KURZBESCHREIBUNG | US-amerikanischer Drehbuchautor              |
| GEBURTSDATUM     | 20. Oktober 1904                             |
| GEBURTSORT       | Paterson, New Jersey, Vereinigte Staaten     |
| STERBEDATUM      | 2. Mai 1991                                  |
| STERBEORT        | Los Angeles, Kalifornien, Vereinigte Staaten |